# Pontus Platin

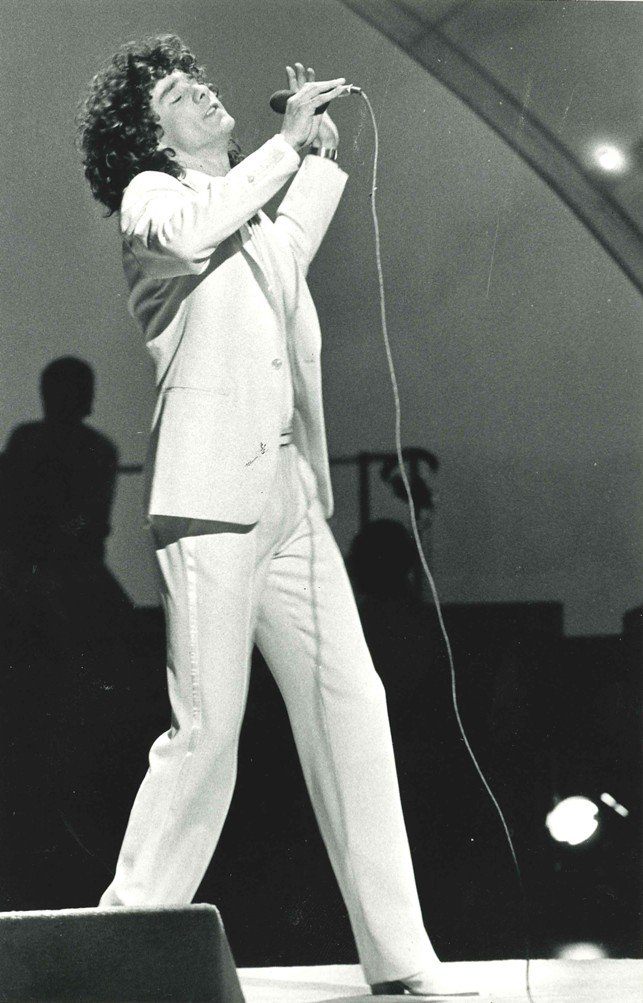
Pontus Platin, Melodifestivalen 1979

Pontus Peter Jonas Platin, född 7 oktober 1954 i Uppsala, är en svensk dansare, musiker och skådespelare.

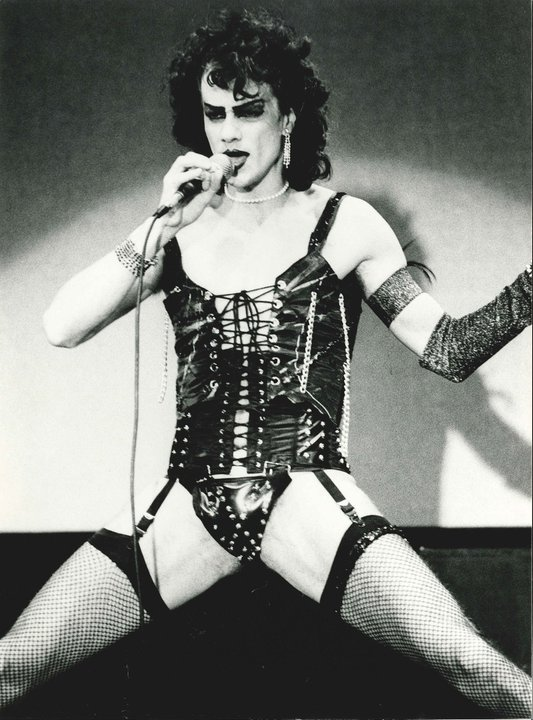
Pontus Platin som Dr. Frank-N-Furter i Rocky Horror Show 1983

## Karriär
Platin fick dansutbildning på Balettakademien och fortsatte med privatlektioner i klassisk balett för Ellen Rasch och jazzbalett för Herman Howell. Han tog privatlektioner i teater och drama för Margaretha Krook och Hans Strååt och sånglektioner för Barbro Hiort af Ornäs, Leo Lando, Bo Sydow, Hans Gertz och Torsten Föllinger.
Platin började sin artistkarriär i mitten av 1970-talet som manusförfattare, dansare och sångare i Fattighuskabarén med bland andra Örjan Ramberg och Ted Åström, samt i kabarén AlexCab med bland andra Göran Rydh, Mia Adolphson och Agneta Lindén. Han var även dansare och sångare bakom Lill Lindfors på Berns i Stockholm 1975.
1976 var Platin dansare och koreograf i After Dark med bland andra Christer Lindarw. 
Åren 1977–1978 var Platin en av programledarna i ungdomsprogrammet Häftig Fredag i regi av Karin Falk och Gunilla Nilars.
1979 deltog Platin i Melodifestivalen som artist och kompositör med bidraget Nattens sång (åttonde plats). År 1996 återkom han till Melodifestivalen som kompositör med Gör någon glad (utslagen i första röstomgången, delad sjätteplats).
Platin spelade 1983 in skivproduktionen Satin Velvet Nights. Musiker på skivan var bland andra Abraham Laboriel (bas), Paul Jackson Jr. (gitarr) och Paulinho da Costa (slagverk).
Platin fick några ledande roller på scen bland annat som Dr Frank N Furter i The Rocky Horror Show under Skandinavienpremiären på Nya Teatern i Göteborg 1981 samt på Chinateatern i Stockholm i början av 1983 med bland andra Dan Ekborg, Ted Åström, Anne-Lie Rydé och med Robert Wells som kapellmästare.
Platin översatte och medverkade i Fats Waller-musikalen ”Ain’t Misbehavin” (”Hela Syltan Svänger”) på Hamburger Börs i Stockholm 1982 i regi av Jan "Stalling" Björnstad med bland andra Brita Borg, Svante Thuresson, Lena Eriksson och Roger Pontare. Han hade huvudrollen som El Gallo i Riksteaterns turnéuppsättning av ”Fantasticks” 1984–1985. Platin medverkade i ”Glada Änkan” på Galateatern i Malmö 1991, med bland andra Jan Malmsjö, Magnus Härenstam och Marianne Mörck. Tillsammans med Svante Persson skrev han musikalen ”Bombi Bitt Äventyraren” som sattes upp på Galateatern i Malmö 1992, där han även framträdde själv tillsammans med bland andra Marianne Mörck och Östen Warnerbring.
Med Eva-Britt Strandberg medverkade Platin i en Jacques Brel-föreställning i Feskekörkan i Göteborg 1994, samt på Grands Vinterträdgård i Stockholm 1995. Platin stod för manus och översättning.
Hösten 2010 deltog han som presentatör i musikalen 27 Club med bland andra Louise Hoffsten, Jan Åström och Freddie Wadling på Maximteatern i Stockholm.
2011 uppträdde han på Stockholms Pridefestival under festivalens kväll med schlagertema.
På senare år har Pontus Platin varit aktiv som konstnär och författare.

## Familj
Pontus Platin är son till Chris Platin och växte upp i Medellin, Colombia, i åtta år innan hans familj flyttade tillbaka till Sverige. Pontus Platin är gift med Marzena Doberhof sedan 2007 och har i ett tidigare förhållande en dotter.

## Film- och TV-roller
- Huvudroll i ”Schizo” (Pojken i dimman) 1979, långfilm i regi av Arne Mattsson (gick aldrig upp på biograferna i Sverige).[19]
- Huvudroll i ”Sometime, Somewhere" 1979-80, långfilm i regi av Arne Mattsson.
- Roll (Jesus) i komediserien ”Hemma hos” 1985, manus/regi Birgitta Götestam.[källa behövs]
- Roll (Skurk) i serien ”Vita lögner” 1997-1998.[källa behövs]
- Roll (Receptionist) i ”Naken” 2000, långfilm i regi av Torkel Knutsson och Mårten Knutsson.

## Teater
| År   | Roll           | Produktion                                                 | Regi              | Teater       |
| ---- | -------------- | ---------------------------------------------------------- | ----------------- | ------------ |
| 1983 | Frank N Furter | The Rocky Horror Show Richard O'Brien                      | Thotte Dellert    | Chinateatern |
| 1985 | El Gallo       | Fantasticks (The Fantasticks) Harvey Schmidt och Tom Jones | Birgitta Götestam | Riksteatern  |